# Puerto Hambre

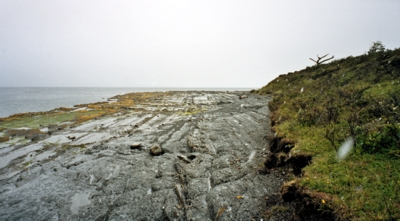
Paesaggio di Puerto Hambre.

Puerto Hambre è costituito dalle rovine del primo insediamento che fu realizzato con l'intento di colonizzare la regione dello Stretto di Magellano. I resti si trovano vicino alla città di Punta Arenas ed al Fuerte Bulnes, nella Regione di Magellano e dell'Antartide Cilena, in Cile.

## Storia
Puerto Hambre si trova ai margini della costa di Bahía Buena, nel mezzo del desolato paesaggio patagonico nel quale il capitano Pedro Sarmiento de Gamboa fonderà la città di Rey Felipe, il 25 marzo del 1584, con circa 300 coloni. L'intento di colonizzazione spagnola ebbe però una tragica fine in quanto gli abitanti della colonia morirono di fame. Giunto in quei luoghi alcuni anni dopo, il navigatore inglese Thomas Cavendish vi trovò solamente i resti della colonia ed un unico sopravvissuto, Tomé Hernández, dal quale apprese la storia drammatica di Rey Felipe. L'inglese ribattezzò quei luoghi con il nome, che ancora conservano, di Port Famine, in spagnolo Puerto del Hambre. Durante la dominazione inglese fu utilizzato come base per la Royal Navy.

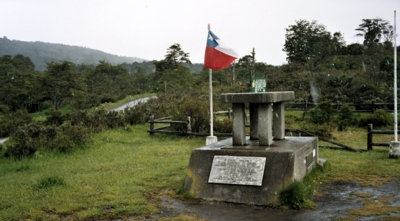
Monumento a Puerto Hambre.

Prima della colonia "Rey Felipe",l'11 febbraio 1584,  Sarmiento de Gamboa fondò la colonia di Nombre de Jesús, situata in prossimità dello Stretto di Magellano, vicino al Capo Virgenes, in territorio attualmente argentino, che fu abbandonata dai suoi abitanti presumibilmente per spostarsi ad ovest alla ricerca della colonia di Rey Felipe.
Durante un viaggio esplorativo in Patagonia e Terra del Fuoco il capitano Pringle Stokes, al comando dell'HMS Beagle, cadde in uno stato di profonda depressione. Arrivato a Puerto Hambre nell'agosto del 1828, si chiuse nella sua cabina e si suicidò. Fu sepolto in quello che fu chiamato il cimitero inglese, dove si trova la sua tomba, ancora decorata con carte nautiche. Il tenente W.G. Skyring, ufficiale della nave, assunse temporaneamente il comando, in seguito assunto dal tenente Robert FitzRoy. Al suo comando, nel secondo viaggio di esplorazione del Beagle, viaggiò il giovane naturalista Charles Darwin, che visitò in numerose occasioni Puerto Hambre nel 1832 e nel 1834.
Il 2 maggio del 1843 giunsero a Puerto Hambre i primi venti immigrati tedeschi. Lo stesso anno, John Williams Wilson edificò Fuerte Bulnes, a circa due chilometri dalla penisola di Punta Santa Ana, seguendo una strategia militare per l'occupazione di varie regioni della Patagonia in favore del Cile. Recentemente il forte è stato ricostruito con la sua cappella, l'abitazione del cappellano, il carcere, la polveriera, l'ufficio postale ed i vari stabili che lo componevano.
Nel febbraio del 1968 le rovine dell'antica colonia furono dichiarate Monumento Nazionale del Cile.